# Umm Haratajn (Hims)
Umm Haratajn (arab. أم حارتين) – wieś w Syrii, w muhafazie Hims. W 2004 roku liczyła 978 mieszkańców.